# 15,5-cm-Artillerie-Panzerkanone 68
Die 15,5-cm-Artillerie-Panzerkanone 68 (15,5 cm Art Pz Kan 68) ist ein von der Eidgenössischen Konstruktionswerkstätte Thun gebautes selbstfahrendes gepanzertes Artilleriegeschütz.

## Geschichte und Entwicklung
1956 wurde in der Schweiz der Bau einer Selbstfahrkanone erwogen. Durch die Gruppe für Rüstungsdienste (GRD) und Eidgenössischen Konstruktionswerkstätte K+W Thun wurden Studien erarbeitet. Aber erst 1966 begann die eigentliche Entwicklung und der Aufbau einer 15-cm-Kanone 42 auf ein Chassis des Panzers 61. Anschliessend wurden vier Fahrzeuge auf dem Chassis des Panzers 68 aufgebaut. Diese verfügten über eine 15,5-cm-Panzerkanone 68. Die Schussdistanz betrug maximal 30 km und die Kadenz 6 Schuss pro Minute.
Die Panzerkanone 68 verfügte über eine vollautomatische Beladevorrichtung. Wegen technischen und finanziellen Problemen wurde das Projekt jedoch nie weiterverfolgt. Die Schweizer Armee beschaffte stattdessen die amerikanische Panzerhaubitze M 109.
Die vier Fahrzeuge waren von 1972 bis 1975 nur für Versuche, mit den M-Nummern M0871, M0872, M0898 und M0899, im Truppeneinsatz. Heute sind nur noch zwei Fahrzeuge vorhanden, eines steht im Panzermuseum Thun das andere, welches komplett einsatzbereit ist, befindet sich im Schweizerischen Militärmuseum Full.

## Referenzen
- Urs Heller: Die Panzer der Schweizer Armee von 1920 bis 2008.
- Werksammlung MOWAG GmbH Kreuzlingen (Memento vom 24. März 2009 im Internet Archive). Schweizerisches Militärmuseum Full